# Квинт Вителлий
Квинт Вите́ллий (лат. Quintus Vitellius; умер после 17 года) — римский государственный и политический деятель, занимавший должность квестора в правление императора Августа.
Отцом Квинта Вителлия был всадник Публий Вителлий. Известно, что во времена правления императора Августа (между 27 годом до н. э. и 14 годом н. э.) он занимал должность квестора. При Тиберии в 17 году Квинт был исключён из состава сената за расточительство.
У него было трое братьев:
- Публий Вителлий;
- Авл Вителлий;
- Луций Вителлий.